# Acheron (rivier in Griekenland)

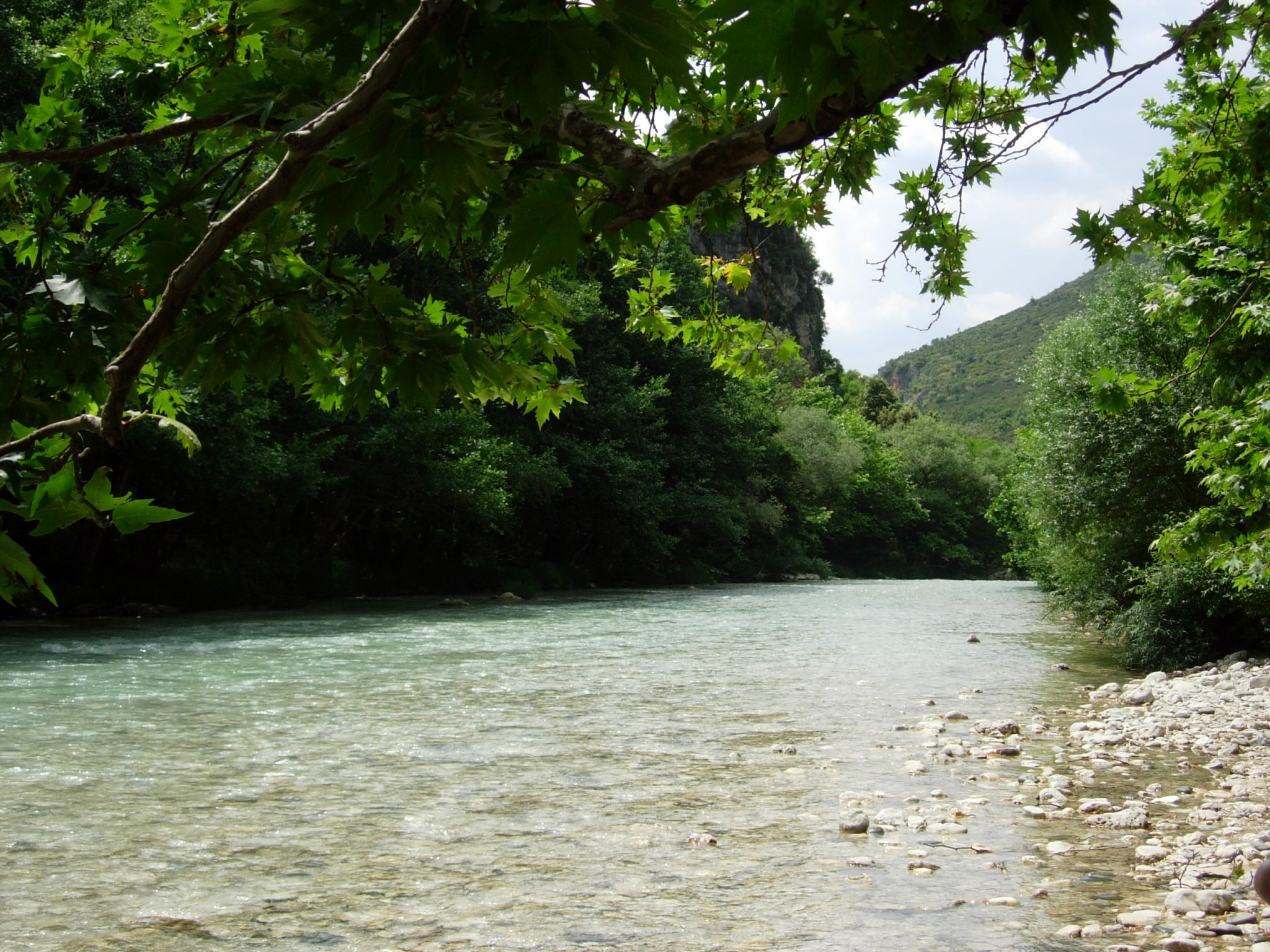
De Acheron

De Acheron (Grieks: Αχέρων), in het Nieuwgrieks ook wel Achérondas (Αχέροντας) genoemd, is een rivier in het noordwesten van Griekenland (regio Epirus), die grotendeels de grens vormt tussen de nomi Preveza, Thesprotia en Ioannina en uitmondt in de Ionische Zee, meer bepaald in Straat van Kerkyra. De Acheron heeft een gedeeltelijk onderaardse loop, hetgeen waarschijnlijk een reden is dat in de Griekse mythologie de Acheron een van de Rivieren van de Onderwereld was, zie Acheron (mythologie).
Tegenwoordig trekt de rivier aardig wat toerisme aan. Met name bij het plaatsje Gliki betreden toeristen te voet, te paard of per kano de Acheron.